# Kristina Höschlová
Kristina Höschlová (* 7. května 1979 Praha) je česká lékařka a záchranářka se specializací na horskou medicínu.

## Život
Je dcerou psychiatra Cyrila Höschla a akademické malířky Jitky Štenclové. Má tři sourozence: starší sestru Karolinu a mladší bratry Cyrila a Patrika.
Po absolvování Arcibiskupského gymnázia a Hudební školy hlavního města Prahy vystudovala medicínu na 3. lékařské fakultě UK v Praze a specializuje se na anesteziologii a intenzívní péči, urgentní medicínu (záchranářství) a horskou medicínu.
Po studiu šest let působila na anesteziologicko-resuscitačním oddělení ve Fakultní nemocnici Královské Vinohrady v Praze, z toho v letech 2005 až 2007 dočasně pracovala jako urgentní lékařka v alpských lyžařských střediscích ve Švýcarsku a ve Francii a na ARO v Jablonci nad Nisou. V letech 1999 - 2019 působila u soukromé záchranné služby Asociace samaritánů ČR, kde začínala pracovat již během studií. V letech 2013-2022 byla urgentní lékařkou letecké a pozemní záchranné služby Libereckého kraje.
Účastnila se misí s Lékaři bez hranic jako anestezioložka - pracovala v traumacentru v afghánské provincii Kundúz (2014) a v jemenské Mokce (2019). O zkušenostech z humanitárních misí napsala knihu Lékařem mezi pouští a minami. Během humanitární mise na Ukrajině (2022) prováděla školení hromadného příjmu zraněných na urgentních odděleních tamních traumacenter.
V roce 2015 absolvovala mezinárodní Master kurz horské medicíny na univerzitě v italském Varese. V zimních sezónách 2006, 2015 a 2016 působila jako lékařka letecké záchranné služby Mont Blanc Helicopteres v Avoriaz ve francouzských Alpách. O svých zkušenostech z alpské letecké záchrany napsala knihu Lékařem mezi nebem a horami.
Je bývalou členkou české Společnosti horské medicíny, švýcarské společnosti horských lékařů (GRIMM) a zakladatelkou a odbornou garantkou Mezinárodního kurzu horské medicíny v ČR. Publikuje a přednáší v Česku i za jeho hranicemi v oblasti urgentní a horské medicíny.
V roce 2022 se stala zakladatelkou mezinárodního institutu komplementární medicíny Mehana. Institut se zaměřuje na neinvazivní a nefarmakologické techniky a poskytuje zdravotně edukační programy pro zdravotníky i veřejnost.

### Zájmy
Ve volném čase se věnuje horským sportům, v roce 2005 se účastnila expedice na Mount Everest jako lékařka a vystoupala do 7200 m n. m. Aktivně hraje na klavír a na housle.